# Iàblonka
Iàblonka (en rus: Яблонка) és un poble de l'óblast d'Astracan, a Rússia, segons el cens del 2010 tenia 425 habitants.